# Philippe Jean-Charles Jourdan

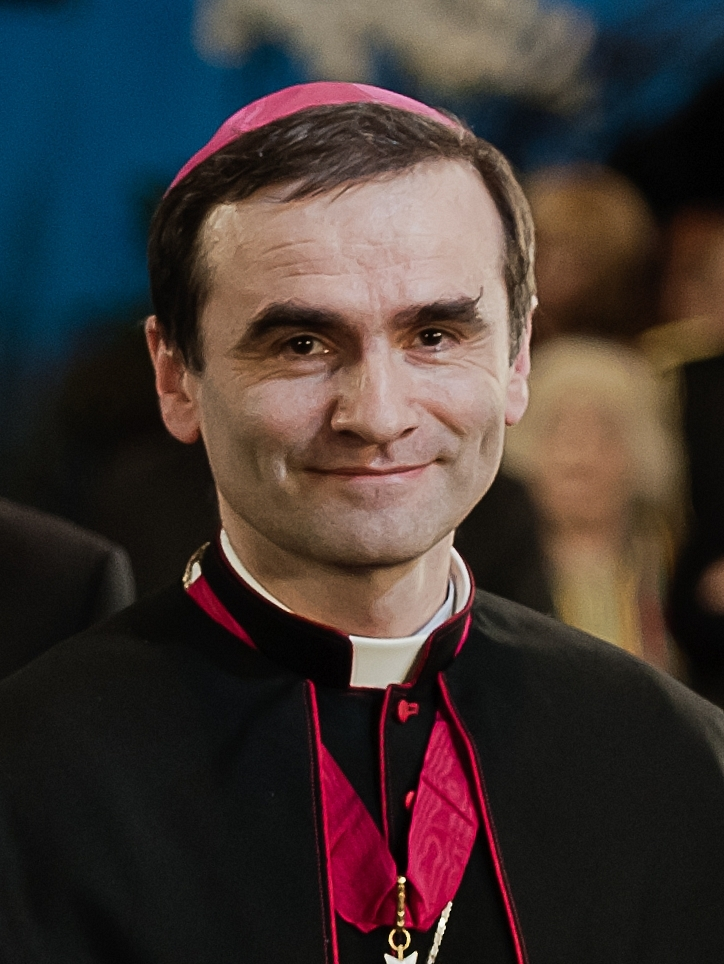
Philippe Jourdan (2012)

Bischofswappen von Philippe Jean-Charles Jourdan

Philippe Jean-Charles Jourdan (* 30. August 1960 in Dax) ist ein französischer Geistlicher und römisch-katholischer Bischof von Tallinn in Estland.

## Leben
Philippe Jourdan studierte Mathematik und Ingenieurwesen an der École Nationale des Ponts et Chaussées in Paris. In dieser Zeit trat er der Personalprälatur Opus Dei bei. Der Erzbischof von Boston Bernard Francis Kardinal Law spendete ihm am 20. August 1988 die Priesterweihe. 1996 wurde er Generalvikar der Apostolischen Administratur Estland in Tallinn und Pfarrvikar am Sitz der Administratur St. Peter und Paul. 
Am 1. April 2005 ernannte ihn Papst Johannes Paul II. zum Titularbischof von Pertusa und Apostolischen Administrator von Estland. Die Bischofsweihe spendete ihm der Apostolische Nuntius in Litauen, Estland und Lettland und Vorgänger als Apostolischer Administrator, Erzbischof Peter Zurbriggen, am 10. September desselben Jahres in der evangelischen Olaikirche; Mitkonsekratoren waren Javier Echevarría, Prälat des Opus Dei, und Tadeusz Kondrusiewicz, Erzbischof von Moskau. Es war, nach der Weihe des späteren Märtyrers Eduard Profittlich SJ 1936, die zweite katholische Bischofsweihe in Estland seit der Reformation und die erste seit dem Zweiten Weltkrieg. Da die St.-Peter-und-Paul-Kirche für die Zahl der Teilnehmer zu klein war, gewährte die Baptistengemeinde Gastfreundschaft in der St.-Olavs-Kirche.
Am 26. September 2024 erhob Papst Franziskus die Apostolische Administratur Estland zum Bistum Tallinn und ernannte Jourdan zu ihrem ersten Diözesanbischof. Die Amtseinführung als Diözesanbischof fand am 3. November desselben Jahres statt.
Jourdan spricht außer seiner Muttersprache fließend Estnisch, Russisch, Englisch, Italienisch, Spanisch und Deutsch. Sein bischöflicher Wahlspruch ist Omnes cum Petro ad Iesum per Mariam – „Alle mit Petrus zu Jesus durch Maria“.

## Auszeichnungen
- 2006 Orden des weißen Sterns, 3. Klasse[2]